# Evangelický kostel (Príbovce)
Evangelický kostel ve slovenské obci Príbovce je barokně-klasicistní kostel z roku 1829, který byl postaven na místě staršího tolerančního kostela.

## Historie
Věřící z Príbovců původně patřili k církevnímu sboru v obci Turčiansky Peter, který v roce 1580v rámci reformačního hnutí přestoupil na evangelickou víru. O významu príbovické části sboru svědčí i to, že v roce 1640 si věřící postavili vlastní kostel. Uvádí se, že šlo o hrázděnou stavbu na starších základech. O svůj kostel přišli evangelíci v roce 1710, kdy se zdejší katolická vrchnost rozhodla odebrat evangelíkům všechny kostely a školy a také zakázat jejich bohoslužby. V tomto období mohli príbovští evangelíci navštěvovat artikulární kostel v Necpalech. Príbovští také využívali bohoslužeb na benickém panství, i když byla účast na nich zakázána.
Samostatný církevní sbor mohl vzniknout až v roce 1783, tedy po vydání Tolerančního patentu Josefa II. Stalo se tak pod patronací zdejších statkářů Jozefa Benického a jeho manželky Rebeky, rozené Lehotské. Na místě určeném královskými komisaři postavili jednoduchý dřevěný kostel bez věže. Statkáři museli zajistit dostatek prostředků na stavbu a její údržbu, plat faráře a také nejméně sto evangelických rodin v okolí nového kostela. V roce 1784 byl již kostel s farou a evangelickou školou dokončen.
Tento kostel však nestačil velkému počtu věřících z Príbovců a okolí, a tak byl v roce 1829 postaven kostel nový. Postupně procházel stavebními úpravami, jako v roce 1863, kdy byla nákladem Pavla Párička ze Sedmihradska postavena nová sakristie. V roce 1901 prošel zásadní úpravou, byla postavena kostelní věž a také interiér byl doplněn historizujícími dekorativními malbami.

## Architektura kostela
Evangelický kostel se nachází na severním okraji obce Príbovce. Současná stavba je barokně-klasicistní jednolodní s půlkruhovým presbytářem z roku 1829. Věž z roku 1901 je čtyřpatrová s cibulovou střechou a lucernou. Fasády kostela jsou jednoduché, členěné lizénami na rizality s půlkruhovými okny. Vnitřek kostela je zaklenut třemi poli valené klenby s příporami s nízkými lunetovými hlavicemi. Uvnitř se nachází trojlodní empora s varhany z roku 1935 umístěnými v historizující varhanní skříni. Autorem je pravděpodobně Jan Tuček z Kutné Hory. Stěny kostelní lodi zdobí dekorativní a figurální malby se secesními prvky v pastelových barvách z roku 1901. Oltář edikulového typu s nástavcem pochází z roku 1829, tedy z doby založení kostela. Je postaven v umírněném klasicistním slohu a je památkově chráněn. Oltářní obraz pochází z roku 1906. Kazatelna a oltář tvoří jednotný slohový celek, pocházející ze stejného období. Křtitelnice je rovněž z doby, kdy byl kostel postaven, a nese znaky klasicismu. V interiéru kostela se nachází také obraz Poslední večeře, rustikální dílo z přelomu 18. a 19. století, které pravděpodobně patřilo do inventáře staršího kostela. Lavice v kostele jsou pozdně barokní s volutovým zakončením po stranách. Jedna z lavic v blízkosti oltáře je původně pozdně renesanční, zdobená akantovou intarzií.

## Galerie

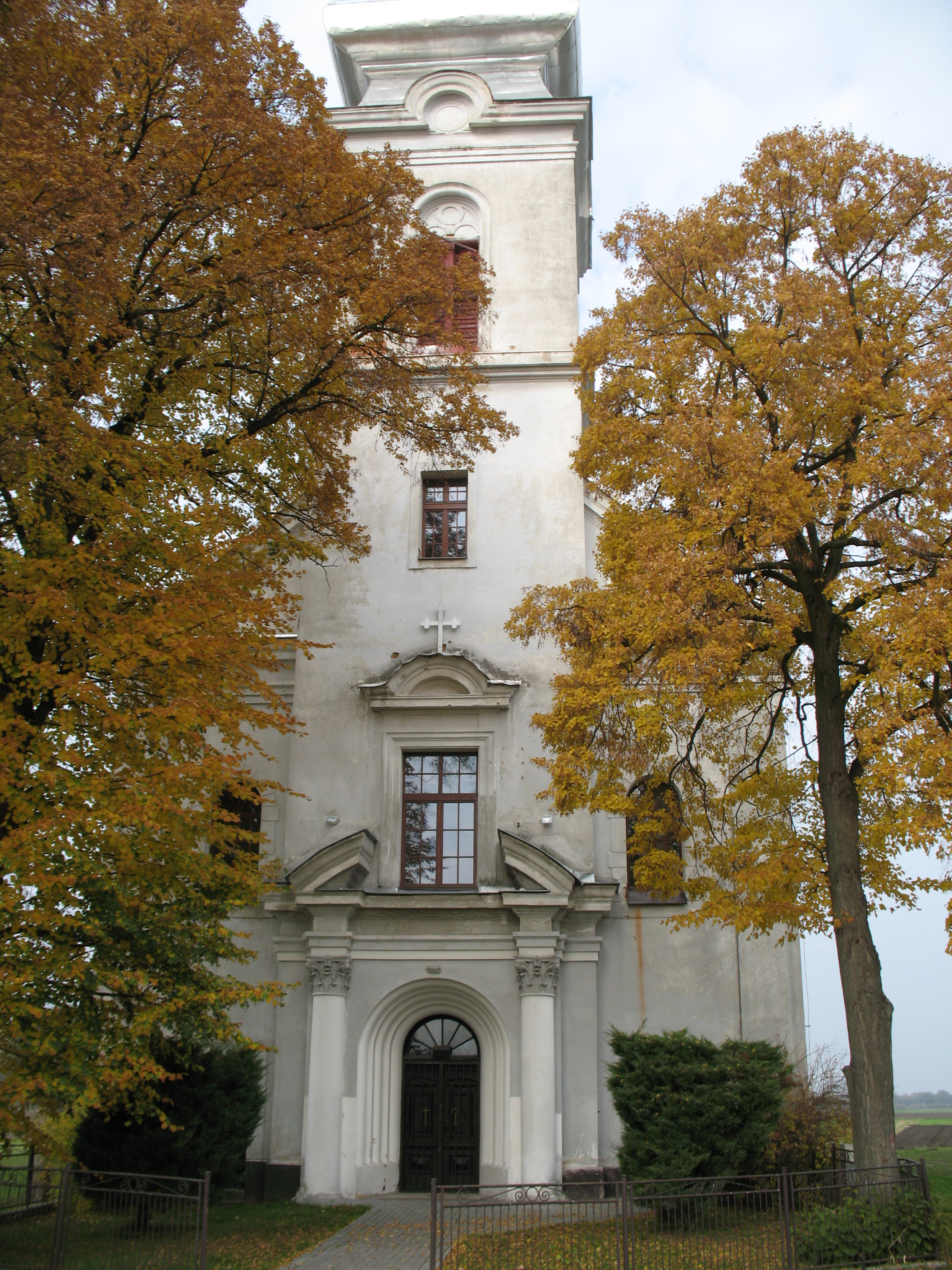
pohled na kostel
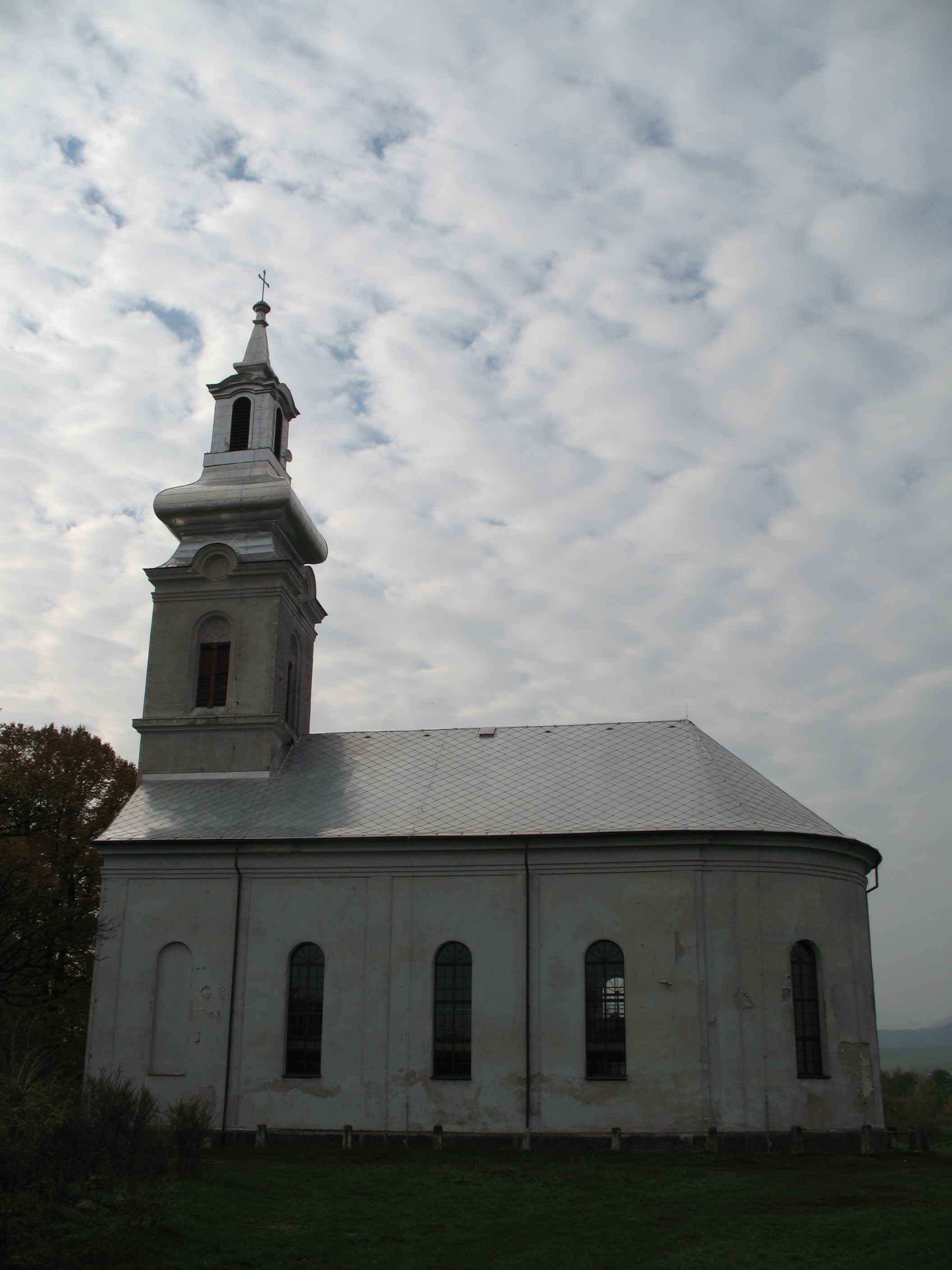
pohled na kostel
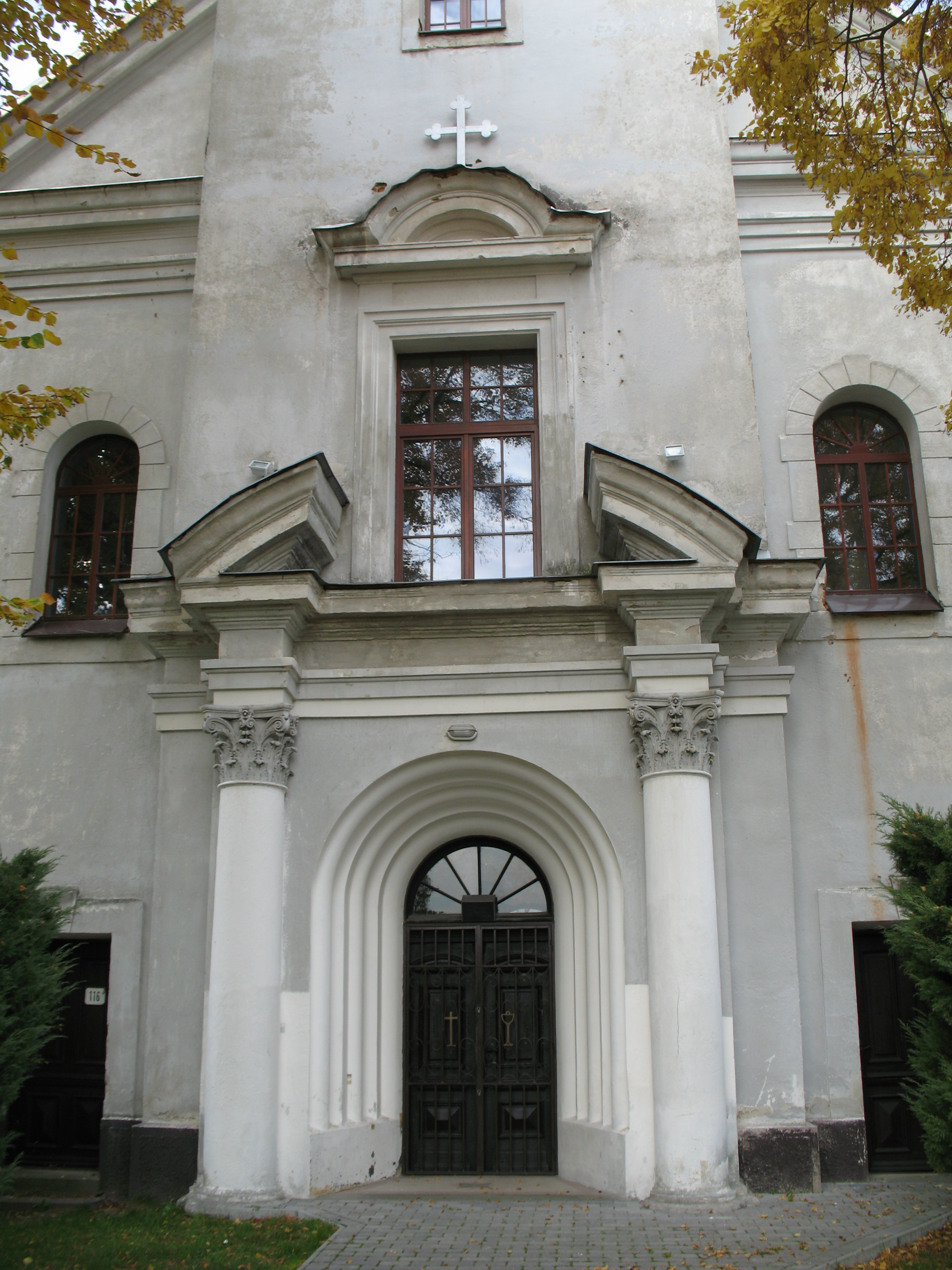
Portál kostela